# Telephanus applanatus
Telephanus applanatus es una especie de coleóptero de la familia Silvanidae.

## Distribución geográfica
Habita en Costa Rica.